# Estación de Enlace de Wootton Bassett
La Estación de Enlace de Wootton Bassett (nombre original en inglés: Wootton Bassett Junction Railway Station), anteriormente denominada Estación de Wootton Bassett, era una estación de enlace situada en Wootton Bassett, donde divergen el Great Western y la Línea Principal de Gales del Sur. Inaugurada en 1841, cerró en 1965.

## Historia
La estación de tren de Wootton Bassett se inauguró el 30 de julio de 1841, cuando la Línea Principal del Great Western procedente de la Estación de Paddington en Londres se extendió desde Chippenham a través del túnel de Box hasta Bristol Temple Meads. Reemplazó a la Estación de Wootton Bassett Road (situada a unas 2,5 millas (4 km) hacia el este) como la estación que da servicio a la localidad de Wootton Bassett.
El ferrocarril era de doble vía, con un andén a cada lado de la vía y un pequeño edificio de piedra en cada uno. Las oficinas principales estaban en el lado norte de la línea, pero se proporcionó un cobertizo de mercancías en el lado sur, en el extremo en sentido hacia Londres de los andenes. En 1850, un tren de excursión chocó con un remolque para caballos que se había escapado de un apartadero de la estación. Después de este accidente, el Great Western Railway dispuso desvíos de seguridad con toperas en todos las vías de apartado conectadas a las vías generales.
En 1873, se abrió un enclavamiento en el extremo oeste del andén con destino a Bristol, con el fin de controlar los trenes a través de la estación. Hasta entonces, las señales se habían gestionado de forma independiente, pero desde entonces fue posible coordinarlas para evitar movimientos conflictivos. Se dispuso una pasarela peatonal a partir de 1880 para permitir que los pasajeros cruzaran sobre las vías, pero también existía un puente de carretera en el extremo este de la estación. En junio de 1874, se colocó un tercer carril en cada vía para disponer de una vía de ancho mixto, lo que permitió que los trenes de ancho estándar (de 1435 mm (4' 81/2") operaran a través de la estación, aunque los servicios de gran ancho a Cornualles continuaron operando hasta mayo de 1892.
En 1896, se aprobó una Ley del Parlamento para permitir que el GWR construyera un nuevo Ferrocarril Directo entre Bristol y el Sur de Gales, que acortaría la distancia de Londres a Gales del Sur en aproximadamente 10 millas (16,1 km). Debía comenzar desde una conexión situada un poco al oeste de la Estación de Wootton Bassett, y continuar hasta Patchway al norte de Bristol, desde donde los trenes podían continuar a través del túnel del Severn.
La estación fue reconstruida en el mismo lugar, inaugurándose el 1 de julio de 1903 coincidiendo con la puesta en servicio de la nueva línea, que completó la actual Línea Principal de Gales del Sur, construyéndose nuevos andenes y unos edificios de ladrillo. Las oficinas principales y el patio de mercancías estaban casi en los mismos emplazamientos que antes. Se dispusieron dos casetas de señales, Wootton Bassett West y Wootton Bassett East, que se pusieron en funcionamiento en noviembre de 1901 y julio de 1903, respectivamente.
En la década de 1930, Wootton Bassett se había convertido en una cabeza de línea para el tráfico de mercancías por ferrocarril hacia el distrito circundante, sirviendo de base a las líneas de autobuses locales del GWR, y se habilitó un nuevo edificio los autobuses. En 1931 se abrió un apartadero privado para permitir que los trenes lecheros prestaran servicio a la vaquería propiedad de United Dairies.
El Great Western Railway fue nacionalizado para convertirse en la Región Oeste de British Railways el 1 de enero de 1948. El servicio de mercancías en la estación se canceló el 19 de mayo de 1964, y el 4 de enero de 1965 se eliminaron los servicios locales de pasajeros entre Swindon y Chippenham. Los trenes de carbón continuaron dando servicio al haz de vías de mercancías hasta el 4 de octubre de 1965.

## Accidentes e incidentes
- El 7 de septiembre de 1841, se produjo el descarrilamiento de un tren cerca de la estación debido a un deslizamiento de tierras.[4]

- El 7 de marzo de 2015, un tren chárter de West Coast Railways no se detuvo en una señal al acercarse a Wootton Bassett Junction y finalmente se detuvo invadiendo el cruce. El tren que era protegido por la señal ya había pasado por el cruce.[5]

## Situación final
Los edificios de la estación han sido demolidos, pero la carretera de acceso principal en el lado norte de la línea todavía es claramente visible. Una vía de apartado pasante permite que los trenes (los que se dirigen a Londres) de la línea Directa del Sur de Gales, se hagan a un lado mientras los trenes más rápidos los adelantan. No hay conexión a esta vía desde la línea de Bristol.
El camino de acceso en el lado sur da acceso a un depósito de distribución de piedra de la empresa Foster Yeoman. La caliza llega en tren desde Mendip Hills y un apartadero sirve al depósito, junto con otra vía en fondo de saco que se encuentra junto a la línea principal. La conexión de estos apartaderos solo enlaza con la línea a Chippenham, por lo que los trenes de piedra pasan primero por la estación y continúan hasta Swindon. Allí, la locomotora se coloca en la parte trasera del tren, y lo lleva de regreso a Wootton Bassett, donde lo impulsa en la nave donde se descarga el material transportado.
Ambas rutas están señalizadas para permitir la circulación bidireccional en cada vía, aunque los trenes se mantienen circulando por la izquierda en circunstancias normales. Un par de escapes entre las vías de Bristol en Wootton Bassett permiten cambiar los trenes entre las vías izquierda y derecha en caso de necesidad.

## Reapertura propuesta
En febrero de 2011, el Consejo del Condado de Wiltshire y la Cámara de Comercio de Wessex encargaron conjuntamente a Network Rail que evaluara la construcción de una nueva estación en Wootton Bassett para dar servicio al Interface Business Park. Se propuso que la estación se construyera en el mismo emplazamiento que la estación anterior, y fuera atendida por los servicios del operador Great Western Railway desde Swindon a Salisbury. En septiembre de 2019, no se ha habido producido más actividad al respecto.